# Xtreme (álbum)
Xtreme (2005) es el primer álbum del grupo Xtreme grabado bajo un sello reconocido (SGZ Entertainment). El álbum fue reeditado en 2006 por el sello Univision Music Group después de que este adquiriese SGZ International. Del álbum Xtreme se extrajeron dos sencillos: «Te Extraño» y «Honey I Do». 
En el momento de grabar la primera edición del álbum, el grupo incluía un tercer miembro que ya no forma parte del grupo. Este tercer miembro aparece en la portada de la edición de 2005, pero no en la reedición de 2006.

## Lista de canciones
1. «Te Extraño» (Bachata)
2. «Ahora Vete»
3. «Me Cambiaste la Vida» Ft. Tito Nieves
4. «Honey I Do»
5. «Mi Niña»
6. «Ese Fui Yo»
7. «Pardon Me»
8. «Caricias»
9. «Amor Destrozado»
10. «Ya No Aguanto Más»
11. «Te Extraño» R&B Versión